# 里弗里奇 (阿拉巴馬州)
里弗里奇（英語：River Ridge）是一個位於美國阿拉巴馬州門羅縣的非建制地區。該地的面積和人口皆未知。

## 地理
里弗里奇的座標為31°42′50″N 87°18′47″W / 31.71389°N 87.31306°W，而該地的平均海拔高度為33米（即108英尺）。